# Les Sept Vies de l'Épervier
Pour les articles homonymes, voir Épervier (homonymie).
Les Sept Vies de l’Épervier est une série de bande dessinée française en sept tomes dessinée par André Juillard sur des scénarios de Patrick Cothias. Elle met en scène les destins croisés d’une famille de petite noblesse auvergnate et des membres de la famille royale au début du XVIIe siècle, à la fin du règne du roi Henri IV.
Il s'agit d'une série dérivée et d'une préquelle de la bande dessinée de cape et d'épées Masquerouge, des mêmes auteurs, qui suit les aventures d'un redresseur de torts masqué du temps de Louis XIII. Masquerouge étant purement dans l'action héroïque, ce cycle se veut une explication de son origine et a un ton nettement plus adulte et tragique.

## Analyse
D'après Patrick Gaumer, cette série « traitée avec élégance et réalisme, tant sur le plan du scénario que du graphisme [...] s'impose comme l'une des plus belles réussites du genre ».
Elle constitue une rupture dans l'histoire de la bande dessinée historique franco-belge car, contrairement à la bande dessinée historique classique où, comme chez Jacques Martin, « la période choisie […] pour faire évoluer les personnages […] n'est qu'un prétexte à aventures […] banales et parfaitement intemporelles », elle présente des personnages « qui s'affirment au fur et à mesure du récit […] en véritables satellites de l'Histoire, qu'ils soient réels ou fictifs ».

## Synopsis par album

### Tome 1:La Blanche morte(1983)
Auvergne, hiver 1601. Une femme enceinte fuit son mari, le baron Yvon de Troïl ; elle réussit à donner naissance à une fille, Ariane, mais meurt de froid et d'épuisement peu après. Au même moment, la reine Marie de Médicis donne naissance au Dauphin, le futur Louis XIII.
Huit ans plus tard, en Auvergne. Un chevalier masqué vêtu de rouge pousse le peuple à la révolte contre les riches nobles et s'en prend aux hommes du cruel comte Thibaud de Bruantfou. Ce justicier impressionne fortement la petite Ariane.

### Tome 2:Le Temps des chiens(1984)
Janvier 1610. Henri IV, Malherbe et le Dauphin Louis rencontrent un étrange vieillard, Léonard Langue-Agile, qui effraie le roi avec la prédiction de son destin. En Auvergne, Thibaud de Bruantfou, continue de servir ses intérêts en faisant régner l'injustice dans son pays. L'Épervier continue à s'opposer à lui en employant la force s'il le faut.

### Tome 3:L’Arbre de mai(1986)
Paris, mai 1610. Marie de Médicis, épouse du roi Henri IV, se prépare à être sacrée reine de France, un pays encore en proie aux complots religieux ; le roi vient d’ailleurs d'échapper à une nouvelle tentative d'assassinat. Loin de Paris, le comte Thibaud de Bruantfou se lance dans une chasse à l’homme dont la proie est l’Épervier. Ce justicier masqué est aussi un sujet de conflit entre Ariane de Troïl et son père, qui semble lui vouer une haine tenace…

### Tome 4:Hyronimus(1988)
Auvergne, mai 1610. Thibaud de Bruantfou n’a pas réussi à capturer l’Épervier et a perdu un œil dans la bataille. Il tente d’utiliser Ariane pour atteindre son ennemi et fait appel à un juge de l’Inquisition: Hyronimus, ayant appris au Japon à se battre comme un samouraï. À Paris, le roi Henri IV croit de plus en plus à la prophétie qui a annoncé sa mort dans un attentat et cherche à renforcer sa sécurité.

### Tome 5:Le Maître des oiseaux(1989)
Paris, 14 mai 1610. Henri IV vient de mourir, poignardé par Ravaillac. Marie de Médicis est nommée régente et gouverne la France avec son favori, l’Italien Concini. Loin de Paris, l'Épervier a perdu son bras gauche dans un combat contre l'Inquisition. Il se sent prêt à se venger de tous ses ennemis à visage découvert.

### Tome 6:La Part du diable(1990)
Paris, 24 avril 1617. Louis XIII, conseillé par son entourage, ordonne la mort de Concini et prend ainsi le pouvoir qui lui revient de droit. Le pouvoir change aussi, dans le cercle fermé des familiers de l’Épervier : Ariane de Troïl continue à imposer sa supériorité à son frère…

### Tome 7:La Marque du Condor(1991)
Paris, 1625. Dans la cour de Louis XIII, Ariane de Troïl n'entend plus parler que des exploits de Masquerouge, justicier audacieux et fin bretteur. Pour mettre fin à ses agissements, on fait venir le Chevalier Condor, épéiste âgé borgne et manchot exilé aux Amériques…

## Personnages

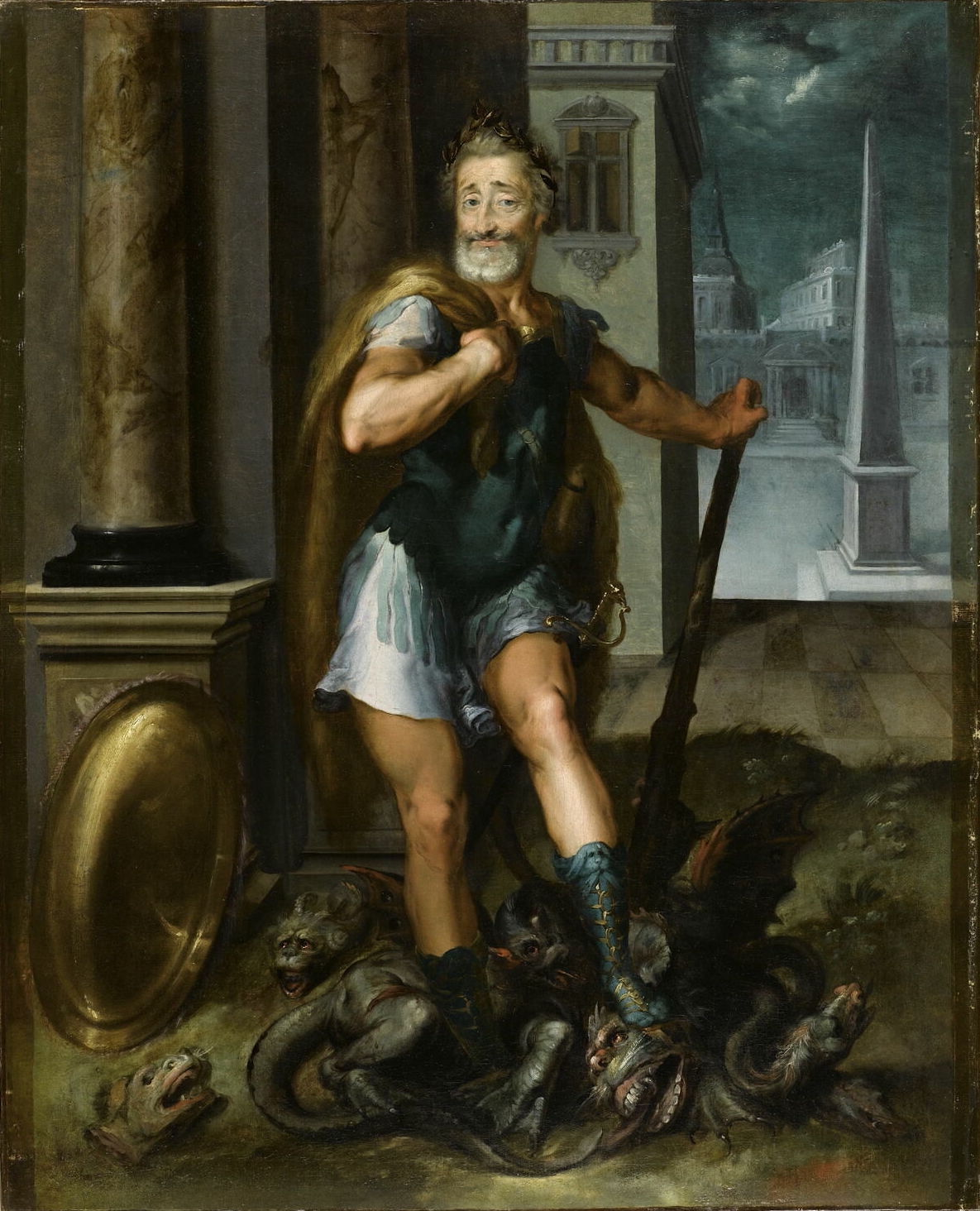
Henri IV, un des personnages historiques réels à partir de laquelle l'intrigue se développe.

L'intrigue se développe à partir de personnages réels (Henri IV, Louis XIII, Marie de Médicis, Ravaillac...) et de personnages de fiction (la famille de Troïl).
- Ariane de Troïl : elle échappe à la mort quand sa mère lui donne naissance dans la campagne enneigée. Très douée à l'épée, elle est fascinée par un rebelle local surnommé "l'homme au masque" et "l'épervier". Adolescente, elle voit périr le reste de sa famille et part pour Paris avec Germain.
- Yvon de Troïl : époux de Blanche, père d’Ariane et de Guillemot. C’est un aristocrate de province désargenté, impuissant contre Thibaut de Bruantfou, hanté par le décès de son épouse Blanche.
- Blanche de Troïl: fille d'un laboureur, très belle femme, elle a épousé Yvon de Troïl et a donné naissance à Guillemot et Ariane.
- Gabriel de Troïl : ancien soldat d'élite, bretteur hors pair, il est le frère cadet d’Yvon, qui le chasse de la demeure familiale à cause d’un adultère entre Gabriel et Blanche. Alors que Gabriel, en proie au chagrin, erre dans la campagne, il croise une vieille femme qui lui propose un marché étrange. À la suite de ce marché, Gabriel devient un rebelle surnommé "l'homme au masque" et "l'épervier". Ariane ignore son identité réelle.
- Guillemot de Troïl : fils d’Yvon et frère aîné d’Ariane, il est complice des frasques de sa sœur à son corps défendant, il ne sait pas lui dire non. Il fait preuve d'aptitudes limitées à l'épée.
- Germain Grandpin : capitaine de la garde, chargé de la protection des enfants royaux, donc du jeune Louis XIII. Il sauve la vie d'Henri IV, devient un ami proche puis il tombe en disgrâce à la suite du régicide de Ravaillac. Après avoir purgé une peine de prison et libéré à la suite d'une amnistie générale de Louis XIII, à court d'argent, il décide de retrouver son ancien ami Gabriel de Troïl en Auvergne, où il rencontre Ariane, Guillemot et Yvon. Il devient le confident d'Ariane et son maître d'armes. Comme Gabriel et Ariane, il est un bretteur exceptionnel.
- Thibaut de Bruantfou : voisin de la famille de Troïl, il manifeste un caractère violent et cruel.
- Henri IV
- Marie de Médicis
- Louis XIII
- Léonard dite Langue-Agile, homme très âgé et mystérieux, tirant apparemment toutes les ficelles, revendiquant d'être le Diable mais néanmoins emprisonné (de son plein gré).
- La sorcière, femme âgée et aveugle, annonçant des éléments de l'intrigue, au service de Léonard.

## Le cycle desSept Vies de l’Épervier
La bande dessinée est originellement une préquelle de la série Masquerouge des mêmes auteurs (reprise par Marco Venanzi au dessin à partir du tome 4). Cependant, le dernier tome des Sept Vies de l’Épervier se déroule après tous les Masquerouge. Par extension, on nomme cycle des Sept Vies de l’Épervier — et non de Masquerouge car l’Épervier élargissait l'univers — un ensemble de dix séries qui totalise 55 albums tous scénarisés par Cothias.
Les séries partagent un certain nombre de personnages fictifs. D'autres personnages majeurs communs à plusieurs séries sont réels, par exemple le cardinal de Richelieu. Ces personnages historiques sont traités comme faisant partie du cycle, au sens où un événement inventé dans une bande dessinée du cycle reste valable dans les autres séries, même s’il contredit la réalité historique.

## Publication

### Périodiques
Les tomes 1 et 2 ont été prépubliés dans Circus tandis que le tome 3 a paru dans le magazine Vécu. Seuls des extraits des tomes 4 à 7 sont prépubliés dans Vécu.

### Éditeurs
- Glénat : tomes 1 et 2 (première édition des tomes 1 et 2)
- Glénat (collection « Vécu ») : tomes 1 à 7 (première édition des tomes 3 à 7)
- Glénat (collection « Caractère ») : tomes 1 à 7